# Quenstedtite
La quenstedtite (simbolo IMA: Qst) è un minerale raro della classe dei "solfati (selenati, tellurati, cromati, molibdati e tungstati)" con la composizione chimica Fe3+2[SO4]3·(9+2)H2O oppure, in forma semplificata, Fe3+2(SO4)3·11H2O o Fe3+2(SO4)3·10–11H2O. Da un punto di vista chimico, la quenstedtite è quindi un solfato ferrico contenente acqua, o meglio il decaidrato del solfato ferrico.

## Etimologia e storia
Da un viaggio di studio in Cile nel 1883, che portò anche nella zona intorno a Tierra Amarilla nella provincia di Copiapó, che appartiene alla Regione di Atacama, Gustav Steinmann riportò alcuni passi di coquimbite, che lasciò all'Istituto Mineralogico dell'Università di Strasburgo.
Gottlob Eduard Linck scoprì cristalli di dimensioni millimetriche precedentemente sconosciuti di colore rosso-violaceo e habitus tabulare. Descrisse il minerale appena scoperto nel 1888 nel suo contributo alla conoscenza dei solfati di Tierra amarilla vicino a Copiapó in Cile e lo chiamò in onore del geologo, paleontologo, mineralogista e cristallografo Friedrich August von Quenstedt (10 luglio 1809 – 21 dicembre 1889).
Il materiale tipo del minerale è immagazzinato presso l'École nationale supérieure des mines de Paris a Parigi.

## Classificazione
Già nell'obsoleta, ma in parte ancora in uso, ottava edizione della sistematica minerale secondo Strunz, la quenstedtite apparteneva alla classe dei minerali di "solfati, cromati, molibdati, tungstati" (compresi alcuni selenati e tellurati) e lì alla sottoclasse dei "solfati acquosi, senza anioni estranei", dove veniva elencata insieme ad alunogeno, coquimbite, kornelite, lausenite, meta-alunogeno, paracoquimbite e romboclasio, con le quali forma il "Gruppo romboclasio-coquimbite" con il sistema nº VI/C.08.
La 9ª edizione della sistematica minerale di Strunz, valida dal 2001 e utilizzata dall'Associazione Mineralogica Internazionale (IMA), classifica anche la quenstedtite nella categoria "7.C Solfati (selenati, etc.) senza anioni aggiuntivi, con H2O". Tuttavia, questa è ulteriormente suddivisa in base alla dimensione relativa dei cationi coinvolti, in modo che il minerale possa essere trovato nella suddivisione "7.CB Con soltanto cationi di media dimensione" in base alla sua composizione, dove è l'unico membro del sistema nº 7.CB.65.
Anche la sistematica dei minerali secondo Dana, che viene utilizzata principalmente nel mondo anglosassone, classifica la quenstedtite nella classe dei "solfati (e simili)" e lì nella sottoclasse degli "acidi idrati e solfati". Qui è l'unico membro del gruppo senza nome 29.08.05 all'interno della suddivisione "Acidi e solfati acquosi con (A)2(XO4)3 × x(H2O)".

## Chimica
In forma chimicamente pura, la quenstedtite Fe3+2[SO4]3·(9+2)H2O contiene 41,41% di anidride solforica (SO3), 27,53% di ossido ferrico (Fe2O3) e 31,06% di acqua (H2O) con 10 parti di acqua; 12 parti di acqua contengono il 40,16% di anidride solforica, il 26,70% di ossido ferrico e il 33,14% di acqua.
Nel caso delle quenstedtiti naturali, le analisi hanno anche rivelato basse impurità di calcio sotto forma di ossido di calcio (CaO) (0,4%) e tracce di ossido di magnesio (MgO).

## Abito cristallino
La quenstedtite cristallizza nel sistema triclino nel gruppo spaziale P1 (gruppo nº 2) con i parametri reticolari a = 6,184(5) Å, b = 23,60(2) Å, c = 6,539(5) Å, α = 94,18(8)°, β = 101,73(8)° e γ = 96,27(8)°, nonché due unità di formula per cella unitaria.

## Proprietà
Con una durezza Mohs di 2,5, la quenstedtite si colloca al confine tra minerali teneri e medio-duri. Non può quindi più essere graffiato con un'unghia come il gesso minerale di riferimento (durezza 2), ma può essere graffiato più facilmente del minerale di riferimento calcite (durezza 3) con una moneta di rame.
Il minerale mostra una sfaldatura perfetta secondo il piano di simmetria {010} così come una sfaldatura meno perfetta, ma buona, secondo il {100} ortopinacoidale. La sua tendenza a rompersi, invece, è simile a quella del gesso.
La quenstedtite si dissolve molto facilmente in acqua e rende il liquido risultante giallastro, denso e oleoso. Secondo il suo primo descrittore, questo liquido ha un sapore aspro e astringente. A causa della perdita d'acqua, la quenstedtite si converte nel tempo in coquimbite. I campioni di minerali devono pertanto essere tenuti in contenitori sigillati per la conservazione.

## Origine e giacitura
La quenstedtite si forma nella zona di ossidazione dei depositi ricchi di pirite in condizioni climatiche secche. Oltre al prodotto degli agenti atmosferici coquimbite, copiapite e römerite possono essere presenti anche come minerali di accompagnamento.
Essendo una formazione minerale rara, la quenstedtite ha potuto essere rilevata solo in pochi siti, anche se finora (a partire dal 2018) sono stati documentati meno di 20 siti. Oltre alla sua località tipo nella Tierra Amarilla nella Regione di Atacama, il minerale è stato trovato anche in Cile nelle ex miniere di rame di Barranca del Sulfato nella penisola di Mejillones, nella miniera di Alcaparrosa sulla montagna di Cerro Alcaparrosa a circa 3 km a sud-ovest della stazione ferroviaria di Cerritos Bayos vicino a Calama e nella miniera di Queténa nel deposito di rame di Chuquicamata nella Regione di Antofagasta.
In Germania, il minerale è stato finora trovato presso Richelsdorfer Hütte nelle montagne omonime nel distretto dell'Assia di Hersfeld-Rotenburg, nelle miniere di rame vicino a Marsberg nel distretto di Hochsauerland nella Renania Settentrionale-Vestfalia e nella miniera di Friedrichssegen nel distretto di Rhein-Lahn in Renania-Palatinato.
Altri siti noti includono Plaka nel distretto minerario di Laurio nella regione greca dell'Attica, le fumarole di Ikushunbetsu vicino a Mikasa sull'isola giapponese di Hokkaidō, la miniera d'argento Venus sul fiume Windy Arm a circa 17 km a sud di Carcross nel territorio canadese dello Yukon e il deposito di mercurio di Sântimbru-Băi nel distretto di Harghita, in Romania, il pozzo Maximilian vicino a Banská Štiavnica in Slovacchia, il Sulphur Hole vicino alla città fantasma di Calico in California, e un sito senza nome vicino a Montpelier nella Contea di Muscatine (Iowa, Stati Uniti).

## Forma in cui si presenta in natura
La quenstedtite sviluppa cristalli prismatici trasparenti, tabulari o corti fino a circa cinque millimetri di lunghezza e una brillantezza simile al vetro sulle superfici. Tuttavia, il minerale si trova solitamente sotto forma di rivestimenti traslucidi e crostosi e aggregati minerali granulari con una brillantezza più simile alla seta.
Il colore della quenstedtite varia tra il viola chiaro e il viola rossastro, ma appare anche incolore fino al rosa alla luce trasmessa. Il colore del suo striscio, invece, è sempre bianco.